# (748) Симеиза
(748) Симеиза (лат. Simeisa) — астероид главного пояса, который принадлежит к спектральному классу P. Был обнаружен 14 марта 1913 года русским астрономом Григорием Неуйминым в Симеизской обсерватории и назван в честь населённого  пункта и одноимённой обсерватории, где и был открыт. Является первой малой планетой, открытой в России.

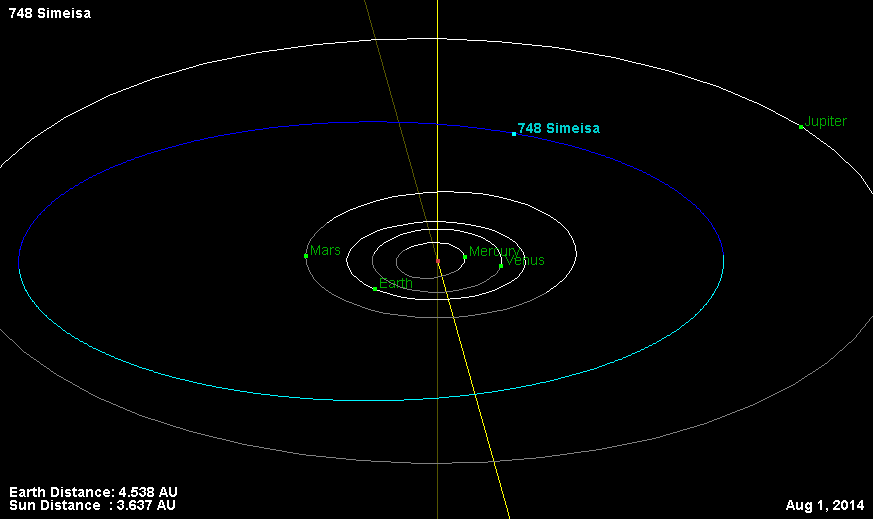
Орбита астероида Симеиза и его положение в Солнечной системе